# Wadjda
Wadjda (en árabe وجدة), titulada El sueño de Wadjda en Hispanoamérica y La bicicleta verde en España, es una película dramática saudí de 2012, escrita y dirigida por Haifaa al-Mansour. Fue el primer largometraje filmado enteramente en Arabia Saudita y el primer largometraje realizado por una directora saudita. La película fue ganadora de numerosos premios en festivales de cine en todo el mundo. Adicionalmente el film fue seleccionado como la entrada de Arabia Saudita para la Mejor Película de Lengua Extranjera en los 86.º Premios Óscar (la primera vez que el país hizo una sumisión para los Óscares), pero no fue nominado. Consiguió una nominación a la mejor película extranjera en los premios BAFTA de 2014.

## Argumento
Ambientada en la década del 2000, Wadjda, una muchacha saudita de 11 años que vive en la ciudad capital de Riad, sueña con poseer una bicicleta verde que contempla en una tienda todos los días en su camino a la escuela. Ella quiere competir contra su amigo Abdullah, un chico de la vecindad pero, debido a que es mal visto que las niñas anden en bicicleta, la madre de Wadjda se niega a comprar una para su hija. Wadjda trata de conseguir el dinero por sí misma vendiendo discos y brazaletes trenzados a mano a sus compañeras de clase y actuando como una intermediaria para una estudiante mayor, actividades que le hacen ganar la ira de la estricta directora. Su madre, mientras tanto, está tratando con un trabajo lejos de casa y un marido que está considerando tomar una segunda esposa, porque la madre de Wadjda ya no puede tener hijos.
Wadjda decide participar en una competencia de recitales del Corán con un premio en efectivo de 1,000 Riyales saudíes que le permitirían comprar la bicicleta. Sus esfuerzos en memorizar los versos impresionan a su profesora, pero cuando Wadjda gana, sorprende a las juezas anunciando su intención de comprar una bicicleta con el dinero del premio. Ellas se oponen y se le dice que el dinero será donado a Palestina en su nombre. Wadjda regresa a casa para encontrar que su padre ha tomado una segunda esposa, y observa la boda desde el techo, con su madre, ahora con un corte de pelo más corto, que ella quería pero al que su marido se contraponía. Wadjda le sugiere que compre un vestido rojo para recuperar a su padre, pero la madre le revela que ha gastado el dinero en la bicicleta verde. Al día siguiente, Wadjda le gana la carrera a Abdullah.